# Brian Goorjian
Pour les articles homonymes, voir Goorjian.
Brian Goorjian, né le 28 juillet 1953 à Glendale, en Californie, est un joueur puis entraîneur australien de basket-ball. Comme joueur, il évolue au poste de meneur.

## Carrière
Brian Goorjian est né à Glendale, aux États-Unis. Il a des origines arméniennes[réf. nécessaire]. Goorjian arrive en Australie en 1977 pour jouer pour les Melbourne Tigers sous les ordres de Lindsay Gaze. En 20 années à la tête d'équipes de NBL depuis 1988, Brian Goorjian a remporté six titres de champions : deux avec les South East Melbourne Magic, trois avec les Sydney Kings et un avec les South Dragons. Goorjian devance Lindsay Gaze au nombre de victoires remportées en NBL et est le deuxième entraîneur à diriger plus de 600 rencontres. Goorjian est sélectionneur de la sélection australienne, les Boomers, de 2001 à 2008. Il fait partie de l'encadrement de la Chine entre 2009 et 2010.
En 2020, Goorjian est de nouveau nommé sélectionneur des Boomers. Les Australiens obtiennent la médaille de bronze aux Jeux olympiques de 2020 à Tokyo mais sont battus en quart de finale en 2024 et terminent en 6e place. En septembre 2024, Goorjian démissionne de son poste de sélectionneur des Boomers.